# Масумабад (Амоль)
Масумабад (перс. معصوم اباد) — село в Ірані, у дегестані Газарпей-є Джонубі, у Центральному бахші, шагрестані Амоль остану Мазендеран. За даними перепису 2006 року, його населення становило 361 особу, що проживали у складі 95 сімей.

## Клімат
Середня річна температура становить 16,24 °C, середня максимальна – 35,87 °C, а середня мінімальна – -3,26 °C. Середня річна кількість опадів – 182 мм.
| Клімат поселення                              | Клімат поселення | Клімат поселення | Клімат поселення | Клімат поселення | Клімат поселення | Клімат поселення | Клімат поселення | Клімат поселення | Клімат поселення | Клімат поселення | Клімат поселення | Клімат поселення | Клімат поселення |
| Показник                                      | Січ.             | Лют.             | Бер.             | Квіт.            | Трав.            | Черв.            | Лип.             | Серп.            | Вер.             | Жовт.            | Лист.            | Груд.            |                  |
| Середній максимум, °C                         | 13,32            | 15,51            | 18,38            | 22,32            | 28,21            | 33,42            | 35,87            | 34,72            | 30,28            | 25,39            | 19,76            | 15,80            |                  |
| Середня температура, °C                       | 5,03             | 7,22             | 10,10            | 14,04            | 19,92            | 25,12            | 27,83            | 26,67            | 22,21            | 17,32            | 11,70            | 7,74             |                  |
| Середній мінімум, °C                          | −3,26            | −1,07            | 1,82             | 5,75             | 11,64            | 16,85            | 19,76            | 18,61            | 14,16            | 9,26             | 3,66             | −0,32            |                  |
| Норма опадів, мм                              | 40               | 30               | 36               | 13               | 6                | 1                | 1                | 1                | 0                | 4                | 12               | 38               |                  |
| Середньомісячна швидкість вітру, м/с          | 1.88             | 2.56             | 3.22             | 3.25             | 3.21             | 2.89             | 2.70             | 2.52             | 2.30             | 2.04             | 1.98             | 1.84             |                  |
| Середньомісячна сонячна радіація, кДж/м²·день | 12187            | 15088            | 18009            | 20411            | 24096            | 26431            | 25585            | 24272            | 22464            | 18618            | 13796            | 11678            |                  |
| --------------------------------------------- | ---------------- | ---------------- | ---------------- | ---------------- | ---------------- | ---------------- | ---------------- | ---------------- | ---------------- | ---------------- | ---------------- | ---------------- | ---------------- |
| Джерело:                                      |                  |                  |                  |                  |                  |                  |                  |                  |                  |                  |                  |                  |                  |